# Kidnapped (film fra 1917)
Kidnapped er en amerikansk stumfilm fra 1917 af Alan Crosland.

## Medvirkende
- Raymond McKee som David Balfour.
- Joseph Burke som Ebenezer Balfour.
- Ray Hallor som Ransome.
- William Wadsworth som Angus Ban Keillor.
- Robert Cain som Alan Breck.